# Liste der Monuments historiques in Noyant-d’Allier
Die Liste der Monuments historiques in Noyant-d’Allier führt die Monuments historiques in der französischen Gemeinde Noyant-d’Allier auf.

## Liste der Bauwerke
| Bezeichnung | Beschreibung              | Standort | Kennzeichnung | Schutzstatus | Datum | Bild           |
| ----------- | ------------------------- | -------- | ------------- | ------------ | ----- | -------------- |
| Burg        | Erbaut im 15. Jahrhundert | (Lage)   | PA03000030    | Inscrit      | 2007  | weitere Bilder |

## Liste der Objekte
| Bezeichnung | Beschreibung          | Standort                       | Kennzeichnung | Schutzstatus | Datum | Bild |
| ----------- | --------------------- | ------------------------------ | ------------- | ------------ | ----- | ---- |
| Glocke      | Bronze, 1790 gegossen | in der Kirche St-Martin (Lage) | PM03000424    | Classé       | 1943  |      |